# Yann Menez
Pour les articles homonymes, voir Menez.
Bruno Menais dit Yann Menez, né le 22 décembre 1943 à Sidi Bel Abbès en Algérie et mort le 29 novembre 2018 à Dunkerque, est un écrivain de science-fiction et de romans policiers français d'origine bretonne. Il a contribué à la création du magazine Piranhas.

## Œuvres

### Sous le nom de Yann Menez

#### Ouvrages de science-fiction
- Arphadax le Khour, Fleuve noir, coll. « Super luxe - Les lendemains retrouvés » no 4, 1974.
  - Traduction en espagnol : El último superviviente, Nueva Situación, coll. « Ciencia Ficción » no 4, 1979  (ISBN 84-7503-035-1).
- La Révolte des Logars, Fleuve noir, coll. « Fleuve Noir Anticipation » no 660, 1975.
- Un monde de héros, Fleuve noir, coll. « Super luxe - Les lendemains retrouvés » no 14, 1975.
- Appelez-moi Dieu..., Fleuve noir, coll. « Super luxe - Les lendemains retrouvés » no 18, 1976.
  - Traduction en espagnol : ¡Llamadme Dios!, Nueva Situación, coll. « Ciencia Ficción » no 9, 1980  (ISBN 84-7503-100-5).
- Demandez le programme !, Fleuve noir, coll. « Fleuve Noir Anticipation » no 990, 1980  (ISBN 2-265-01293-9).
- Ballade pour un glandu, Fleuve noir, coll. « Fleuve Noir Anticipation » no 1010, 1980  (ISBN 2-265-01391-9).

#### Romans policiers
- La Petite Fatigue, Fleuve noir, coll. « Spécial Police » no 1486, 1979  (ISBN 2-265-00974-1).
- Marketing à main armée, Fleuve noir, coll. « Spécial Police » no 1592, 1980  (ISBN 2-265-01423-0).

### Sous le nom de Bruno Menais
- La Vigne de Nanterre, Casterman, coll. « L'Ami de poche » no 9, 1980  (ISBN 2-203-13609-X)Illustrations de Jean Coulon